# ۱۱۱۲ (خورشیدی)
۱۱۱۲ هزار و صد و دوازدهمین سال هجری خورشیدی است.
این سال مطابق با سال ۱۷۳۴ - ۱۷۳۳ در میلادی و ۱۱۴۶ - ۱۱۴۵ در هجری قمری می‌باشد.

## زادگان
- شاهرخ میرزا، (درگذشت: ۵۱۱۷)،چهارمین پادشاه سلسله افشاریه.

## درگذشتگان
- ۳ آبان جووانی جـِرولامو ساکری، ریاضی‌دان ایتالیایی.